# Songna-myeon
Songna-myeon (koreanska: 송라면) är en socken i den östra delen av Sydkorea, 260 km sydost om huvudstaden Seoul. Den ligger i stadsdistriktet Buk-gu i kommunen Pohang i provinsen Norra Gyeongsang.
I Songna-myeon ligger Bogyeongsa-templet, byggt 602 under Silla-perioden.